# 腺毛掌裂蟹甲草
腺毛掌裂蟹甲草（学名：Parasenecio palmatisectus var. moupinensis）为菊科蟹甲草属下的一个变种。

## 扩展阅读
- 維基物種上的相關：腺毛掌裂蟹甲草